# Margattea overbecki
Margattea overbecki är en kackerlacksart som först beskrevs av Hanitsch 1930.  Margattea overbecki ingår i släktet Margattea och familjen småkackerlackor. Inga underarter finns listade i Catalogue of Life.